# EP u hokeju na travi 1974.
Europsko prvenstvo u hokeju na travi za muške 1974. se održalo u Španjolskoj, u Madridu.

## Sudionici
Sudionici su bili Austrija, Belgija, Čehoslovačka, Danska, Engleska, Finska, Francuska, Irska, Italija, Jugoslavija, Nizozemska, SR Njemačka, Poljska, Portugal, Škotska, Španjolska, Švicarska i Wales.

## Rezultati
- za brončano odličje:

 Nizozemska -  Engleska 4:1
- za zlatno odličje

 Španjolska -  SR Njemačka 1:0

## Konačni poredak
| Mj. | Država       |
| --- | ------------ |
| 1.  | Španjolska   |
| 2.  | SR Njemačka  |
| 3.  | Nizozemska   |
| 4.  | Engleska     |
| 5.  | Poljska      |
| 6.  | Francuska    |
| 7.  | Škotska      |
| 8.  | Wales        |
| 9.  | Čehoslovačka |
| 10. | Belgija      |
| 11. | Irska        |
| 12. | Italija      |
| 13. | Jugoslavija  |
| 14. | Danska       |
| 15. | Austrija     |
| 16. | Portugal     |
| 17. | Švicarska    |
| 18. | Finska       |

Naslov europskog prvaka je osvojila Španjolska.